# セージ・コッツェンバーグ
セージ・コッツェンバーグ（Sage Kotsenburg、1993年7月27日 - ）は、アメリカ合衆国の男性のスノーボード選手である。
2014年ソチオリンピックスノーボード競技男子スロープスタイル金メダリスト。

## 人物
アイダホ州コー・ダリーンの生まれのユタ州パークシティ育ち。父は不動産業、3兄弟で2歳上の兄のBlaze、3歳下の妹のKirraもスノーボード選手。
5歳からスノーボードを始め、ホームスクーリングやアルファ・オメガ・アカデミーで勉強しながら12歳で大会にデビュー。
2014年、ソチオリンピック・スノーボード男子スロープスタイル、金メダルを獲得。

## 主な戦績
- 2014年 ソチ五輪 スロープスタイル 1位
- 2012年 エックスゲームズ スロープスタイル 2位
- 2011年 エックスゲームズ ビッグエアー 3位
- 2010年 エックスゲームズ スロープスタイル 2位